# 九龍島と鯛島
九龍島（くろしま）と鯛島（たいじま）は、和歌山県東牟婁郡串本町にある古座川の河口から約1kmの沖合いに浮かぶ島。

## 概要
和歌山県東牟婁郡串本町に属する。
その昔、源平合戦に活躍した熊野水軍の拠点であったと言われる。現在では無人島であり、亜熱帯性植物が生い茂る島影を国道42号から見ることができる。
また、普段は無人島であるが、夏休みシーズン、特にお盆の時期は海水浴客で賑わう。最近はカヌーやカヤックなどで訪れる人々も多い。
テレビ朝日系列の『いきなり黄金伝説』では、無人島0円生活のロケ地となった。

## 文化財
九龍島は「南方曼荼羅の風景地」の一部として名勝に指定されている（2015年（平成27年）10月7日指定）。